# Provincia di Massa e Carrara (Ducato di Modena e Reggio)
La provincia di Massa e Carrara è stata una suddivisione amministrativa del ducato di Modena e Reggio dal 1829 al 1859. Aveva come capoluogo Massa.

## Storia
Con la morte di Maria Beatrice d'Este, il ducato di Massa e Carrara venne annesso al ducato di Modena e Reggio dal figlio della defunta sovrana Francesco IV di Modena. Venne istituita così la Provincia che comprendeva i comuni di Massa e Carrara. Con la ratifica del trattato di Firenze fu annesso alla provincia il comune lucchese di Montignoso. Nel 1849 furono annessi alla provincia nove comuni della provincia di Lunigiana. Essi erano:
- Albiano
- Aulla
- Calice
- Fosdinovo
- Licciana con Varano
- Podenzana
- Rocchetta
- Terrarossa
- Tresana

Nel 1850 fu soppressa la provincia Estense di Lunigiana e anche Fivizzano entrò nella provincia massese.
Con l'annessione al Regno di Sardegna, la provincia passò praticamente inalterata nel nuovo ordinamento giuridico.